# أولين ليفي وارنر
أولين ليفي وارنر (بالإنجليزية: Olin Levi Warner) هو نحات أمريكي، ولد في 9 أبريل 1844 في Suffield, Connecticut ‏ في الولايات المتحدة، وتوفي في 14 أغسطس 1896 في نيويورك في الولايات المتحدة.